# Siegfried Stohr
Siegfried Stohr, né le 10 octobre 1952 à Rimini en Émilie-Romagne, est un ancien pilote automobile italien.

## Biographie
Auteur d'un prometteur début de carrière (parcours "classique" par le karting, puis Formule Italia où il termine vice-champion lors de sa première saison puis champion l'année suivante), Stohr devient champion d'Italie de Formule 3 en 1978, dès sa première saison dans la discipline. En 1979, il s'engage en championnat d'Europe de Formule 2 où il décroche 2 secondes places sur Chevron. En 1980, il rejoint l'écurie Toleman et, grâce à sa victoire à Enna Pergusa obtient la 4e place finale du championnat. Son début de carrière prometteur encourage ses sponsors à lui décrocher un volant en Formule 1 et Stohr accède à la discipline reine en 1981, au sein de l'écurie Arrows où il retrouve son ami Riccardo Patrese. 
Son premier Grand Prix, disputé dans les rues de Long Beach en Californie ne peut pas plus mal se dérouler puisqu'il ne parvient pas à se qualifier tandis que Patrese hisse l'Arrows en pole position avec un chrono de quatre secondes au tour plus rapide. Lors des deux épreuves suivantes au Brésil et en Argentine, Stohr parvient à se qualifier (en 20e place puis en 13e place) et, s'il est contraint à l'abandon à Jacarepagua, il termine 9e à Buenos Aires, tout en affichant, il est vrai, un niveau de compétitivité loin de répondre aux espérances de son employeur. À Imola, le quatrième GP de la saison, il échoue une nouvelle fois à décrocher sa place sur la grille.
Vient ensuite le GP de Belgique à Zolder où qualifié en milieu de grille à la 13e position, Stohr semble commencer à trouver ses marques en Formule 1. Lors de la procédure de départ (donnée dans la précipitation par les organisateurs afin de mater un mouvement de protestation des pilotes consécutif à la mort accidentelle d'un mécanicien d'Osella renversé par Carlos Reutemann dans l'étroite allée des stands) Riccardo Patrese, qualifié en deuxième ligne après avoir signé le quatrième temps des essais, cale sur la grille. Malgré ses mouvements frénétiques du bras, et malgré l'intervention sur la piste d'un de ses mécaniciens pour lui venir en aide, la direction n'interrompt pas la procédure de départ et lance la course. Surpris par l'Arrows désespérément immobile de son coéquipier, Siegfried Stohr ne parvient pas à l'éviter et la heurte à l'arrière, où se trouvait justement le mécanicien. Persuadé d'avoir tué Dave Luckett, le malheureux mécanicien (qui ne sera que blessé avec "seulement" une jambe cassée), Stohr sort de sa voiture et éclate dans une véritable crise de nerfs sur la grille. Lui comme Patrese déclareront forfait pour le deuxième départ. 
Siegfried Storh est traumatisé par cet incident et pilote sa monoplace avec la peur au ventre. S'il termine le GP des Pays-Bas à la 7e place, il échoue à deux nouvelles reprises à se qualifier (Italie et Canada). Il est alors limogé à l'issue du GP d'Italie en septembre, et remplacé par le Québécois Jacques Villeneuve, le frère de Gilles, pour les deux dernières manches de la saison. À seulement 28 ans, Stohr décide de mettre un terme à sa carrière et d'ouvrir une école de pilotage. De son côté, Dave Luckett restera en F1 pendant une quinzaine d'années (chez Arrows, March/Leyton House et Simtek), avant ensuite de travailler en endurance aux États-Unis (chez Highcroft Racing).

## Résultats en championnat du monde de Formule 1
| Saison | Écurie                        | Châssis | Moteur      | Pneus    | GP disputés | points inscrits | Classement |
| ------ | ----------------------------- | ------- | ----------- | -------- | ----------- | --------------- | ---------- |
| 1981   | Ragno Arrows Beta Racing Team | A3      | Cosworth V8 | Michelin | 9           | 0               | n.c.       |